# بیبسیس

اسکرین‌شاتی از صفحهٔ جستجو که نتایج جستجو برای «ویکی‌پدیا» را نشان می‌دهد؛ کتابخانهٔ دانشگاه برگن.

بیبسیس (به انگلیسی: Bibsys) سامانهٔ ارائه‌دهنده و کارپرداز کتابخانه در همهٔ دانشگاه‌ها، کتابخانه‌ها، کتابخانه ملی و تعدادی از کتابخانه‌های پژوهشی و پژوهشکده‌های کشور نروژ است.بیبسیس در ابتدا به‌طور رسمی به‌عنوان واحدی در دانشگاه فنی و علوم طبیعی نروژ واقع در تروندهایم نروژ ایجاد شد.